# 北費爾德魏爾湖

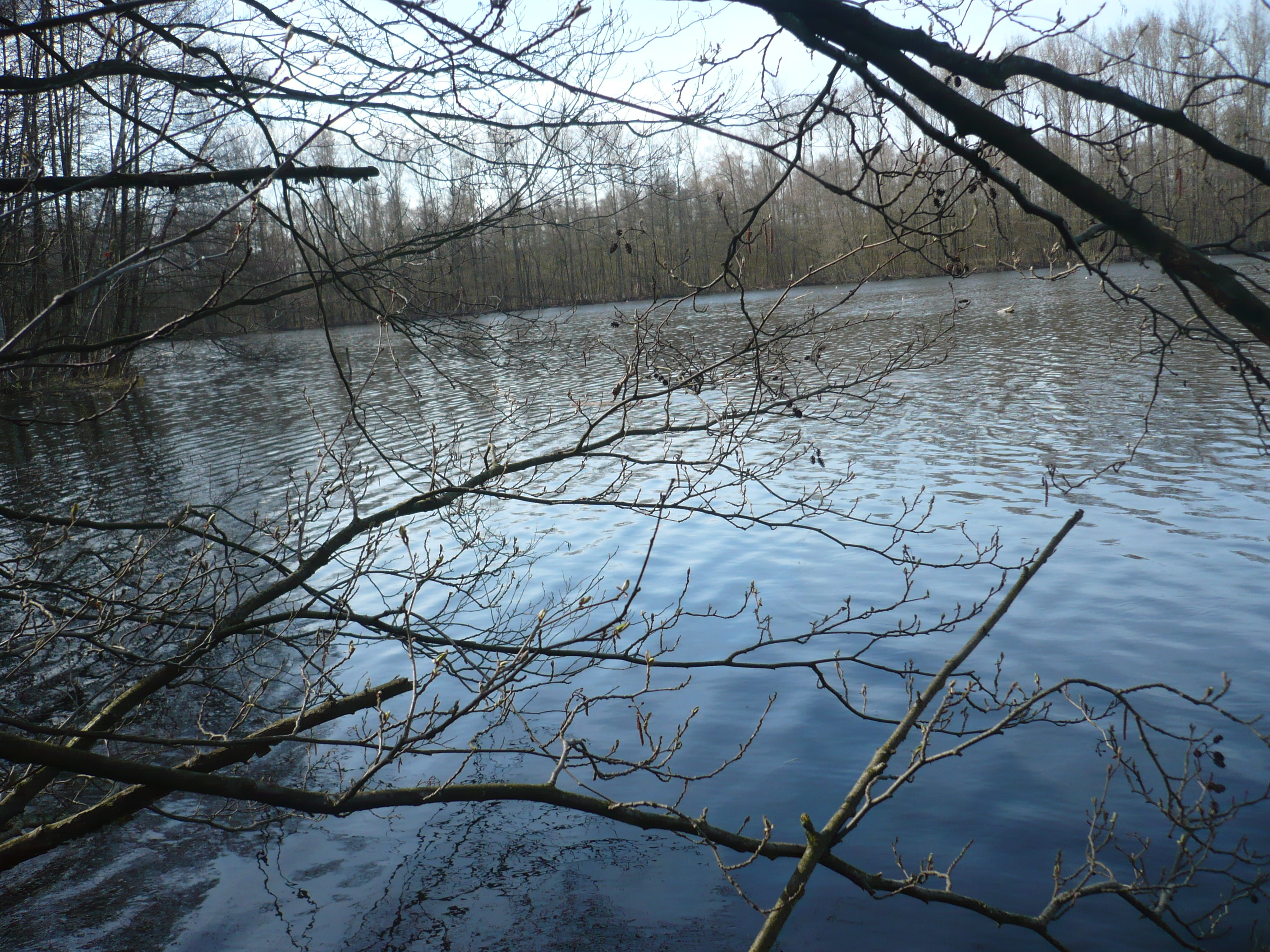

50°51′01″N 6°51′48″E / 50.850255°N 6.863362°E
北費爾德魏爾湖（德語：Nordfeldweiher），是德國的湖泊，位於該國西部，由北萊茵-威斯特法倫州負責管轄，處於許爾特，面積0.09平方公里，海拔高度95米，平均水深1.3米，最大水深3.5米。